# Zeugma (cidade)

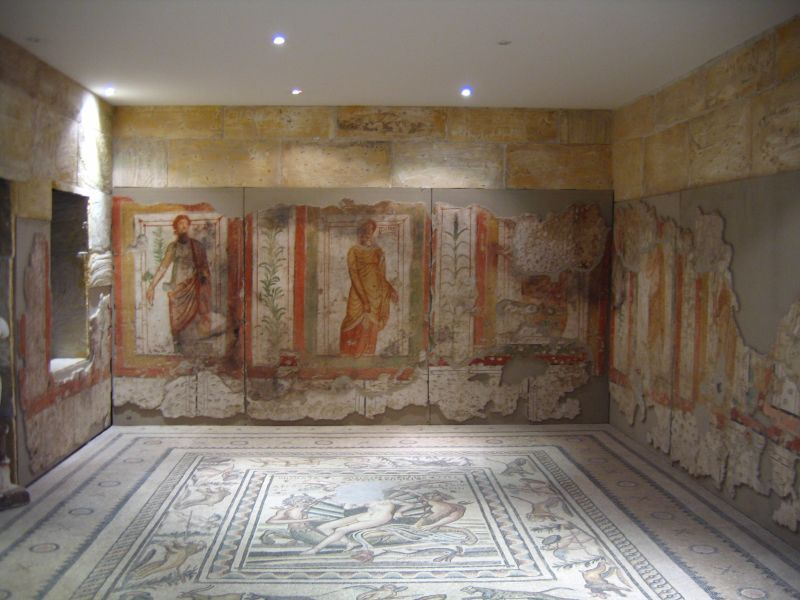
Pintura em Zeugma.

Zeugma (em grego:  Ζεύγμα) é uma antiga cidade na região de Comagena. Atualmente localizada na província de Gaziantep da Turquia. É uma povoação história, que é considerada entre as quatro mais importantes áreas de habitação do antigo Reino de Comagena. O nome deriva das pontes de barcos que cruzavam o Eufrates ali, as zeugmas.

## Legio IVScythica
Durante o período romano, a Legio IV Scythica acampava em Zeugma. Por dois séculos a cidade foi a casa de oficiais de alta patente do Império Romano, que transferiu para lá a sua cultura e o seu sofisticado modo de vida.